# Lol Coxhill

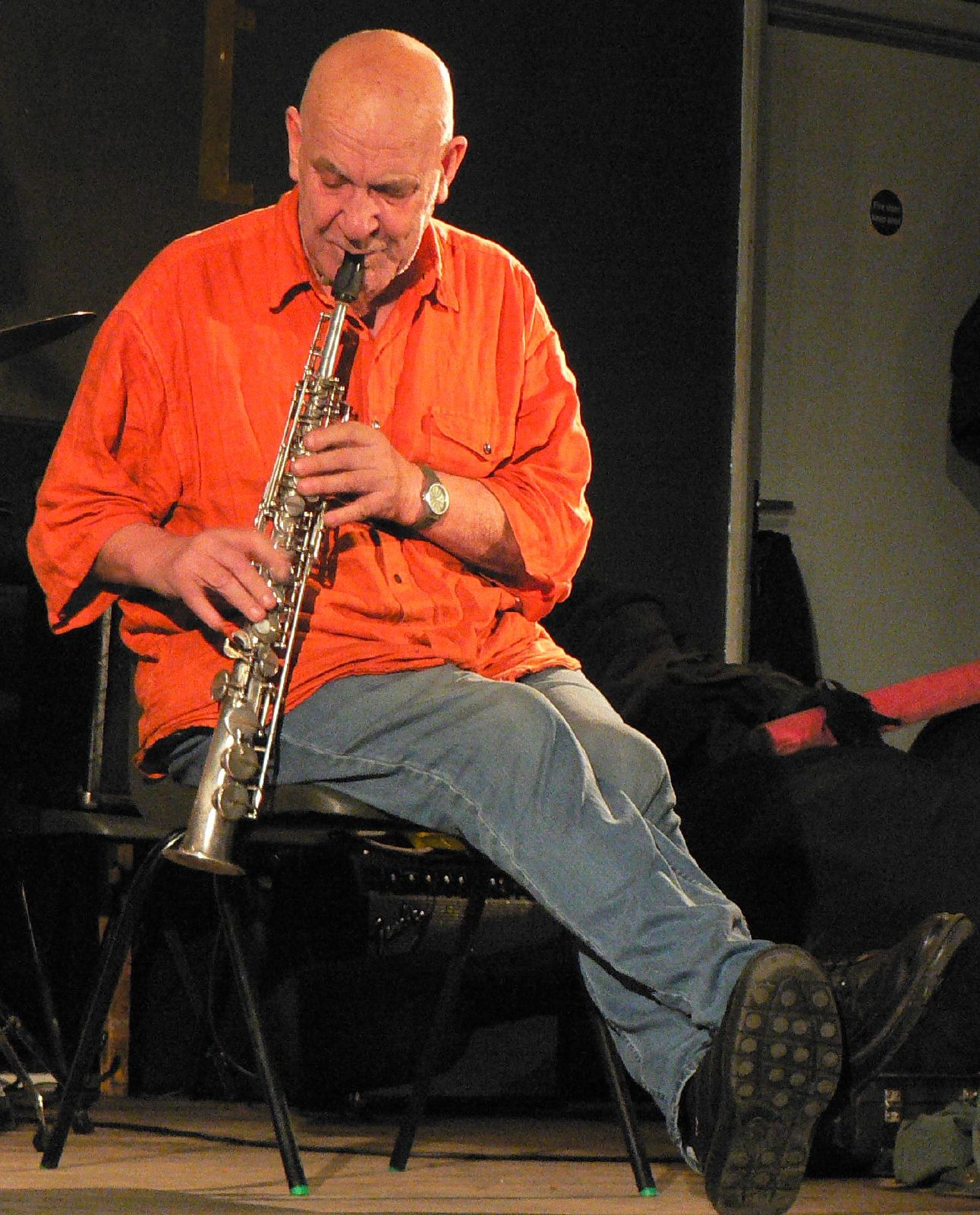
Lol Coxhill in 2007

George W. Lowen (Lol) Coxhill (Portsmouth, 19 september 1932 – aldaar, 9 juli 2012) was een Brits sopraansaxofonist. Coxhill speelde een bijrol in de Canterbury-scene. Hij was ouder dan de meeste musici van die stroming, maar speelde wel met veel van hen samen in verschillende samenstellingen. Coxhill heeft een heel eigen speelstijl: vloeiend en lyrisch, met zo nu en dan een gillende uitspatting. Hij was een muzikale duizendpoot die in diverse stijlen speelde, van jazzstandards tot de meeste gewaagde elektroakoestische improvisaties. 
Coxhil studeerde saxofoon en muziektheorie bij Aubrey Frank. Reeds als tiener organiseerde hij clubavonden met livemuziek en met de destijds moderne jazzmusici zoals Charlie Parker, Dizzy Gillespie, Miles Davis en Stan Kenton. In de jaren vijftig trad hij op met verschillende bands:
- Denzil Bailey's Afro-Cubists (Dizzy Gillespie - arrangementen)
- Graham Fleming Combo (werk van Gerry Mulligan en Chet Baker)
- Sonny G and the G Men (R&B)
- Oxford University Jazz Band

Hij speelde daarnaast ook solo, of in samenspel met tijdgenoten als Joe Harriott en Tubby Hayes
Vanaf 1962 trad Coxhill ook als bandleider op. Vanaf de jaren zestig trad Coxhill op als begeleider van bezoekende Amerikaanse musici zoals:
- Rufus Thomas
- Martha & the Vandellas
- Screamin' Jay Hawkins
- Mose Allison
- Otis Spann
- Champion Jack Dupree
- Lowell Fulson
- Alexis Korner

Tussen 1968 en 1972 was Coxhill actief betrokken bij de Canterburyscene. Hij was eerst lid van Delivery (Steve Miller, Phil Miller, Pip Pyle en Roy Babbington), later van Kevin Ayers and the Whole World (met naast Kevin Ayers ook David Bedford en Mike Oldfield). Ook was hij in duo’s actief, met Steve Miller en met David Bedford.
Vanaf 1973 was Coxhill een steeds bekendere verschijning in de muziekwereld. Hij trad op als jazzmusicus, en was een grootheid in de geïmproviseerde muziek. Hij was als musicus betrokken bij musici van uiteenlopende stijlen, bijvoorbeeld:
- Company (improvisatie),
- Brotherhood of Breath (jazz),
- Henry Cow (rock)
- The Damned (punk)
- Welfare State (experimenteel theater, Coxhill was een tijdje muzikaal directeur, hierin zocht hij zijn politiek engagement vorm te geven: avant-garde muziek voor de massa)
- Moiré Music van Trevor Watts
- Spontaneous Music Ensemble
- AMM (avant-garde)
- The Recedents (met Roger Turner op gitaar en  Mike Cooper op drums, een langlopend project waarin elektroakoestische improvisatie centraal stond)
- The Melody Four (met pianist Steve Beresford en klarinettist Tony Coe)
- Pat Thomas (duo, ook elektroakoestische improvisatie)
- Adam Bohman (duo, ook elektroakoestische improvisatie)
- Dedication Orchestra (een band van meer dan 20 musici, met onder meer Evan Parker, Louis Moholo, Paul Rutherford, Elton Dean en Keith Tippett)

Verder heeft Coxhill meegespeeld als gastmuzikant op de albums van vele musici, onder wie:
- Balanescu Quartet
- Caravan
- Shirley Collins
- Mike Oldfield

Hij heeft ook voor film en televisie gewerkt, zoals:
- London story van Sally Potter
- The madness museum van Ken Campbell en Nigel Evans
- Caravaggio van Derek Jarman

In 1983 is over Coxhill een documentaire gemaakt, Frog Dance. 
Voor het Franse label Nato heeft Coxhill als bandleider / sessieleider meerdere albums gemaakt. 
Coxhill was een musicus met een tomeloze energie, die door bleef spelen en daar ook zelf weer steeds nieuwe energie uit putte. De lijst met albums waar hij aan meegewerkt heeft is enorm.

## Discografie
Onderstaande lijst is geen uitputtende lijst van de muziek waaraan Lol Coxhill bijgedragen heeft. De lijst is een opsomming van de albums die min of meer aan Coxhill toegeschreven worden, zijn soloalbums en de albums waar hij een leidende rol in de muziek speelde.
|         |                                              |                                                                                     |
| 1970    | Lol Coxhill                                  | Ear of the Beholder                                                                 |
| 1971    | Lol Coxhill                                  | Toverbal sweet                                                                      |
| 1973    | Miller / Coxhill                             | Coxhill / Miller                                                                    |
| 1974    | Coxhill / Miller / Allan                     | The Story So Far...Oh Really                                                        |
| 1973-75 | Lol Coxhill                                  | Welfare State verzamel                                                              |
| 1975    | Lol Coxhill                                  | Fleas In Custard                                                                    |
| 1976    | Lol Coxhill                                  | Diverse                                                                             |
| 1977    | Lol Coxhill                                  | Murder In The Air                                                                   |
| 1978    | Lol Coxhill                                  | Moot                                                                                |
| 1978    | Lol Coxhill                                  | Lid                                                                                 |
| 1978    | Lol Coxhill / Simon Emmerson / Veryan Weston | Digswell Duets                                                                      |
| 1978    | Lol Coxhill                                  | The Joy Of Paranoia                                                                 |
| 1980    | Coxhill / Holland / Cooper                   | The Johnny Rondo Duo Plus Mike Cooper                                               |
| 1980    | Lol Coxhill / Morgan Fisher                  | Slow Music                                                                          |
| 1980    | Lol Coxhill                                  | Chanteney 80                                                                        |
| 1981    | Lol Coxhill                                  | Dunois Solos                                                                        |
| 1982    | Coxill and Frith                             | French Gigs ’78 / ‘81                                                               |
| 1982    | Lol Coxhill                                  | Home Produce                                                                        |
| 1982    | Lol Coxhill                                  | Instant Replay                                                                      |
| 1982    | Lol Coxhill                                  | Il Froga Silencio/Disco Dementia                                                    |
| 1983    | Lol Coxhill                                  | Cou$cou$                                                                            |
| 1983    | Lol Coxhill and Totsuzen Danbal              | lLol Coxhill and Totsuzen Danball                                                   |
| 1985    | Lol Coxhill                                  | 10:02                                                                               |
| 1985    | Lol Coxhill                                  | Café de la Place                                                                    |
| 1985    | Lol Coxhill                                  | The Inimitable                                                                      |
| 1985    | Lol Coxhill                                  | Frog Dance                                                                          |
| 1986    | The Recedents                                | Barbecue Strut                                                                      |
| 1986    | The Recedents                                | Zombie Bloodbath On The Isle Of Dogs                                                |
| 1987    | Lol Coxhill                                  | Before My Time                                                                      |
| 1988    | AMM                                          | IRMA                                                                                |
| 1988    | Lol Coxhill / Totsuzen Danball               | Lol Coxhill and Totsuzen Danball 2                                                  |
| 1989    | Lol Coxhill                                  | Termite One                                                                         |
| 1990    | Lol Coxhill                                  | Solo                                                                                |
| 1990    | Lol Coxhill                                  | The Holywell Concert                                                                |
| 1990    | Lol Coxhill                                  | The Bald Soprano Compilation 1980-89 (uitgave van nog niet eerder uitgebracht werk) |
| 1990    | Lol Coxhill                                  | Incognitose                                                                         |
| 1992    | The Dedication Orchestra                     | Spirits Rejoice                                                                     |
| 1994    | The Dedication Orchestra                     | Ixesha (Time)                                                                       |
| 1994    | Lol Coxhill / Steve Lacy / Evan Parker       | Three Blokes                                                                        |
| 1994    | Lol Coxhill / Pat Thomas                     | One Night in Glasgow                                                                |
| 1994    | Lol Coxhill                                  | Halim                                                                               |
| 1997    | Lol Coxhill, Phil Minton, Noël Akchoté       | My Chelsea                                                                          |
| 1997    | Lol Coxhill, Phil Minton, Noël Akchoté       | Xmas Songs                                                                          |
| 1997    | Lol Coxhill                                  | Toverball Sweet… Plus                                                               |
| 1998    | Lol Coxhill                                  | Coxhill on Ogun                                                                     |
| 1998    | Lol Coxhill / Veryan Weston                  | Boundless                                                                           |
| 1999    | Lol Coxhill                                  | Alone and Together                                                                  |
| 2000    | The Bill Wells Octet/ Lol Coxhill            | The Bill Wells Octet meets Lol Coxhill                                              |
| 2002    | Lol Coxhill / Veryan Weston                  | Worms organising Archdukes                                                          |
| 2002    | Riley/Coxhill                                | Duology                                                                             |
| 2002    | Lol Coxhill                                  | Spectral Soprano                                                                    |
| 2003    | Lol Coxhill & the unlaunched orchestra       | Out to launch                                                                       |
| 2003    | Lol Coxhill/Torsten Müller/Paul Rutherford   | Milwaukee 2002                                                                      |
| 2003    | Lol Coxhill / Mike Walter                    | Mouth                                                                               |

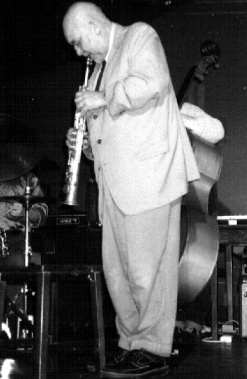

Albums van Coxhill in The Melody four
|      |                 |                                                                 |
| 1982 | The Melody Four | La Paloma                                                       |
| 1984 | The Melody Four | Love Plays Such Funny Games,                                    |
| 1985 | The Melody Four | Si Señor!,                                                      |
| 1986 | The Melody Four | TV? Mais Oui!,                                                  |
| 1987 | The Melody Four | Hello! We Must Be Going!,                                       |
| 1988 | The Melody Four | Shopping For Melodies, volume 1                                 |
| 1988 | The Melody Four | Shopping For Melodies, volume 2                                 |
| 1995 | The Melody Four | Les films de ma ville (The Melody Four plus diverse artiesten). |

Overige albums met een substantiële bijdrage van Coxhill
|        |                                                                         | |
| 1970   | Delivery                                                                | Fools meeting |
| 1970   | Kevin Ayers and the Whole World                                         | Shooting at the moon |
| 1972   | Kevin Ayers                                                             | Too old to die young |
| 1972   | Kevin Ayers                                                             | Banana follies |
| 1972   | Gary Windo                                                              | His Master's Bones |
| 1973   | verzamel                                                                | Not necessarily "English music" (één duo met Steve Miller) |
| 1977   | Company                                                                 | Company 6 (Leo Smith, Maarten van Regteren Altena, Evan Parker, Steve Lacy, Tristan Honsinger, Lol Coxhill, Anthony Braxton, Steve Beresford, Han Bennink, Derek Bailey) |
| 1977   | Company                                                                 | Company 7 (zie Company 6) |
| 1977   | Company                                                                 | Fictions (Misha Mengelberg, Lol Coxhill, Steve Beresford, Derek Bailey, Ian Croall)                                                                                      |
| 1980   | verzamel                                                                | Blueprint Miniatures: a sequence of fifty-one tiny masterpieces (één track van Coxhill)                                                                                  |
| 1981   | G.P. Hall                                                               | Figments of imagination |
| 1982   | Andrea Centazzo / Lol Coxhill / Franz Koglmann / Giancarlo Schiaffini   | Situations |
| 1983   | Miller, Coxhill                                                         | Miller's Tale: The Steve Miller Trio meets Lol Coxhill |
| 1983   | The Promenaders                                                         | The Promenaders (samen met o.a. Steve Beresford, muzikanten hebben allemaal pseudoniemen: Coxhill is Loxhawn Rondeaux)                                                   |
| 1985   | verzamel                                                                | London Musicians' Collective ...the first 25 years, (Coxhil speelde met Health Cuts)                                                                                     |
| 1984/6 | Mike Cooper verzamel                                                    | Radio daze (één nummer van Coxhill) |
| 1987   | Birdyak                                                                 | Alphabets of fishes (één track van Coxhill). |
| 1988   | verzamel                                                                | Bandes original du journal de Spirou |
| 1988   | Rüdiger Carl verzamel                                                   | Moonlight becomes you (één track van Night and Day plus Lol Coxhill) |
| 1990   | George Ricci & the Improverts with Lol Coxhill                          | A big honk, |
| 1991   | verzamel                                                                | The wayward balladeer (Één nummer van Coxhill) |
| 1992   | verzamel                                                                | Passed Normal volume 5 (Één nummer van Coxhill) |
| 1992   | Sydney Bechet                                                           | Vol pour Sydney (aller) (verzamelalbum met twee Coxhill nummers) |
| 1999   | London Improvisers Orchestra                                            | Proceedings |
| 1999   | Coxhill/Haslam/Rutherford                                               | Slamfest (één nummer op verzamel-cd set) |
| 2000   | Burt / MacDonald / Coxhill                                              | Tsunami |
| 2001   | London Improvisers Orchestra                                            | Freedom of the city 2001: large groups |
| 2001   | Coxhill Street                                                          | Burt / MacDonald / Coxhill |
| 2002   | London Improvisers Orchestra                                            | Freedom of the city 2002 |
| 2002   | Chris Burn/Lol Coxhill/John Edwards/Phil Minton/John Russell            | Mopomoso solos 2002 |
| 2002   | George Burt/Raymond MacDonald Quintet with Lol Coxhill and Future Pilot | Hotel Dilettante |
| 2002   | Coxhill/Fell/Heesch                                                     | Friendly faces: egg tempera |
| 2003   | Burt/MacDonald Octet/Lol Coxhill                                        | Popcorn |
| 2003   | Bergman/Coxhill/Hession                                                 | Acts of love |
| 2003   | Lol Coxhill/Frode Gjerstad/Nick Stephens                                | This that and the other |
| 2004   | London Improvisers Orchestra                                            | Responses, reproduction & reality: freedom of the city 2003-4 |